# Jon Dahlkvist
Jon Andreas Dahlkvist, född 21 mars 1980 i Stockholm, är en svensk kammarmusiker, stråkpedagog och projektledare.

## Biografi
Jon Dahlkvist har studerat vid Musikhögskolan i Stockholm och därefter fem år utomlands i bland annat Italien och Holland, där han i Groningen var med och startade kammarorkestern Camerata Ardesko.
Dahlkvist är violast och grundare av Dahlkvistkvartetten som år 2018 mottog en Grammis för årets bästa klassiska skiva. Stråkkvartetten har bland annat turnerat vid europeiska konserthus under ECHO Rising Stars år 2012–2013 och varit vinnare av Ung&Lovande år 2009.  Kvartetten har också framträtt vid flera tillfällen i Sveriges Radio P2 och SVT och är återkommande gäst vid Stockholms konserthus.
Dahlkvist är lärare i kammarmusik och viola vid Musikhögskolan Ingesundsamt kursledare på kandidatprogrammet. 
Han är sedan 2015 festivalledare för Glafsfjordens musikfestival i Arvika. Sedan 2018 är han ledamot i styrelsen av Svenska Stråklärarförbundet (ESTA Sweden). 